# 斯坦尼斯瓦夫·谢普蒂茨基

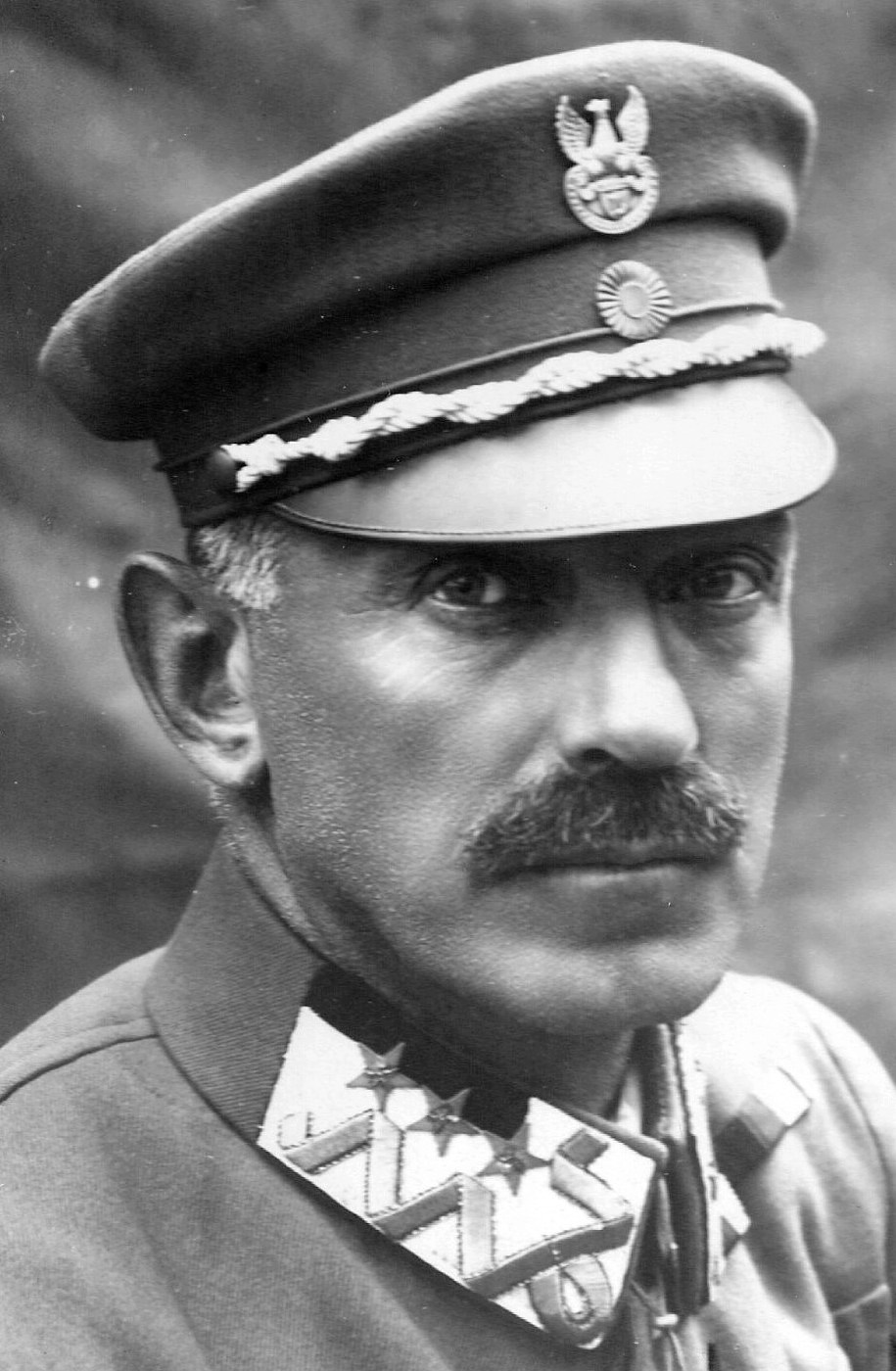
斯坦尼斯瓦夫·谢普蒂茨基

斯坦尼斯瓦夫·玛利亚·扬·特奥菲尔·谢普蒂茨基（Stanisław Maria Jan Teofil Szeptycki，1867年11月3日—1950年10月9日）是一位波兰伯爵、将军、军事指挥官。
谢普蒂茨基后来加入奧匈帝國陸軍，最终军衔为上校。他于1914年加入波蘭軍團，担任军团第3旅旅长，在1916年11月至1917年4月间，他还曾指挥整个波兰军团。1917年宣誓危机过后，他成为波兰武装部队的司令。1918年11月，波兰重获独立，谢普蒂茨基加入了新近组建的波兰第二共和国軍隊，並擔任波军总参谋长，直到1919年3月卸任。1919-1921年的波苏战争期间，谢普蒂茨基曾指挥波兰东北方面军和第4集团军。因为与波军总司令毕苏斯基不和，谢普蒂茨基离开原职，加入反对毕苏斯基的勢力。他还曾因觉得遭毕苏斯基冒犯而要与后者决斗，但遭到毕苏斯基的拒绝。
1926年，在毕苏斯基发动波兰五月政变之后，谢普蒂茨基被解除職務。他在1945-1950年间担任波兰红十字会领导人。